# Estadio Municipal de Concepción
Estadio Municipal de Concepción – wielofunkcyjny stadion w Concepción w Chile. Służy przede wszystkich do rozgrywania meczów piłki nożnej.

## Sport
Na stadionie rozgrywa mecze klubs Deportes Concepción, Universidad Concepción i CD Fernández Vial. Stadion został zbudowany w 1962 roku i mieści 35 000 widzów.